# Скрюченный домишко
«Скрюченный домишко» (англ. Crooked House) — детективный роман Агаты Кристи. Написан в 1949 году. На русском языке также выпускался под названиями «Кривой домишко», «Нелепый домишко». В 2017 году вышла британская экранизация этого романа.

## Сюжет
В Египте Чарльз Хейуорд знакомится с Софией Леонидис, внучкой престарелого миллионера Аристида Леонидиса. Спустя два года Чарльз приезжает к Софии просить её руки. Но в семье Софии трагедия — убит её дед. Обстоятельства смерти скоро выясняются — вместо инсулина деду вкололи смертельную дозу эзерина — глазных капель. Любой член семьи мог поменять местами бутылочки. Чарльз, сын помощника комиссара полиции, берётся за это дело.

## Действующие лица
- Инспектор Тавенер — детектив, расследует дело.
- Чарльз Хейуорд — бизнесмен, помогает расследовать дело инспектору Тавенеру.
- София Леонидис — внучка убитого, дочь Филиппа Леонидиса.
- Эдит де Хэвиленд — свояченица убитого.
- Бренда Леонидис — вдова убитого. Главная подозреваемая.
- Филипп Леонидис — младший сын убитого.
- Магда Леонидис (Уэст) — актриса, жена Филиппа.
- Роджер Леонидис — старший сын убитого.
- Клеменси Леонидис — жена Роджера.
- Жозефина Леонидис — внучка убитого, дочь Филиппа.
- Юстас Леонидис — внук убитого, сын Филиппа.
- Лоренс Браун — учитель Джозефины и Юстаса, влюблен в Бренду Леонидис.

## Отзывы
Этот роман считают одним из лучших романов Агаты Кристи из-за неожиданной развязки.

## Экранизации
В 2011 году американский режиссёр Нил Лабут объявил, что будет снимать экранизацию романа по сценарию Джулиана Феллоуза. На главные роли предполагалось пригласить Мэттью Гуда, Джемму Артертон, Джули Эндрюс и Гэбриэла Бирна. В итоге фильм снял французский режиссёр Жиль Паке-Бреннер. Совместно со сценаристом Тимом Роузом Прайсом они внесли изменения в сценарий Феллоуза, изменили внешности некоторых персонажей и перенесли события картины на десять лет вперёд. Главные роли исполнили: Кристина Хендрикс, Джиллиан Андерсон, Макс Айронс, Гленн Клоуз, Джулиан Сэндс, Теренс Стэмп и Стефани Мартини. Мировая премьера картины состоялась 31 октября 2017 года.